# Instituto Comunitário das Variedades Vegetais

Logo

O Instituto Comunitário de Variedades Vegetais (sigla: ICVV) é um organismo da União Europeia que administra um sistema de direitos das variedades vegetias equivalente a uma patente para novas variedades vegetias, as quais são protegidas por 25 ou 30 anos, dependendo do tipo de variedade vegetal. A sua sede localiza-se em Angers, na França.